# Anna Pogorilaja
Anna Aleksejevna Pogorilaja (Russisch: Анна Алексеевна Погорилая) (Moskou, 10 april 1998) is een Russisch kunstschaatsster.

## Biografie
Anna Pogorilaja, wier ouders afkomstig zijn uit het Oekraïense Charkov, werd op 10 april 1998 geboren in de Russische hoofdstad Moskou. Ze begon op vierjarige leeftijd met schaatsen. Hoewel ze bij haar derde deelname aan de NK junioren in 2013 niet verder kwam dan een zesde plaats, werd ze toch afgevaardigd naar de WK junioren 2013. Daar won ze de bronzen medaille bij de meisjes. Ze stapte het seizoen daarna over naar de senioren, mocht niet deelnemen aan de EK 2014 en eindigde als vierde bij de WK 2014. Pogorilaja werd in het seizoen 2014/15 vierde bij de nationale kampioenschappen. Bronzenmedaillewinnares Jevgenia Medvedeva voldeed nog niet aan de leeftijdseisen, waardoor Pogorilaja mocht deelnemen aan de EK 2015 (waar ze brons won) en WK 2015 (13e). In het seizoen 2015/16 behaalde ze zowel op het NK, EK en WK de bronzen medaille; ze veroverde op het EK 2017 zilver.
Pogorilaja trok in het seizoen 2014/15 de aandacht door haar opvallende keuzes voor kleding/make-up en kür tijdens de demonstraties. Zo schaatste de Russin onder meer op muziek van Rise Like a Phoenix van de travestie-artiest Conchita Wurst.
Door rugklachten moest Pogorilaja de Olympische Spelen en de rest van het schaatsseizoen 2017/18 aan zich voorbij laten gaan. Ze huwde op 14 juli 2018 met voormalig ijsdanser Andrej Nevski. Eind 2018 pakte ze haar trainingen weer op. Nevski en Pogorilaja kregen in december 2020 een dochter.

## Persoonlijke records
Behaald tijdens ISU wedstrijden. 
|                     | punten | datum      | toernooi  |
| ------------------- | ------ | ---------- | --------- |
| Hoogste totaalscore | 216.47 | 10-12-2016 | GP-finale |
| Hoogste korte kür   | 074.39 | 25-01-2017 | EK        |
| Hoogste lange kür   | 143.18 | 10-12-2016 | GP-finale |

## Belangrijke resultaten
| Kampioenschap            | 10/11 | 11/12 | 12/13 | 13/14         | 14/15         | 15/16         | 16/17         | 17/18         |
| ------------------------ | ----- | ----- | ----- | ------------- | ------------- | ------------- | ------------- | ------------- |
| Wereldkampioenschap      |       |       |       | 4e            | 13e           | Brons         | 13e           |               |
| Europees kampioenschap   |       |       |       |               | Brons         | Brons         | Zilver        |               |
| Grand Prix-finale        |       |       |       | 6e            | 4e            |               | Brons         |               |
| Nationaal kampioenschap  |       |       | 5e    | 8e            | 4e            | Brons         | 4e            | t.z.t.        |
| WK junioren              |       |       | Brons | geen deelname | geen deelname | geen deelname | geen deelname | geen deelname |
| Junior Grand Prix-finale |       |       | Brons | geen deelname | geen deelname | geen deelname | geen deelname | geen deelname |
| NK junioren              | 15e   | 13e   | 6e    | geen deelname | geen deelname | geen deelname | geen deelname | geen deelname |

t.z.t. = trok zich terug